# Mi marido y mi novio
Pour plus de détails, voir Fiche technique et Distribution.
Mi marido y mi novio (traduction littérale : Mon mari et mon copain) est un film argentin, sorti en 1955.

## Fiche technique
- Titre : Mi marido y mi novio
- Réalisation : Carlos Schlieper
- Scénario : Carlos Schlieper et Emilio Villalba Welsh d'après une pièce de Georges Feydeau et Victorien Sardou
- Photographie : Antonio Merayo
- Musique : Tito Ribero
- Pays de production : Argentine
- Format : Noir et blanc - Mono
- Genre : comédie
- Date de sortie : 1955

## Distribution
- Delia Garcés
- Georges Rivière
- Luis Dávila
- Héctor Calcaño (en)
- Nélida Romero (en)
- Paulette Christian